# Giuseppe Romei

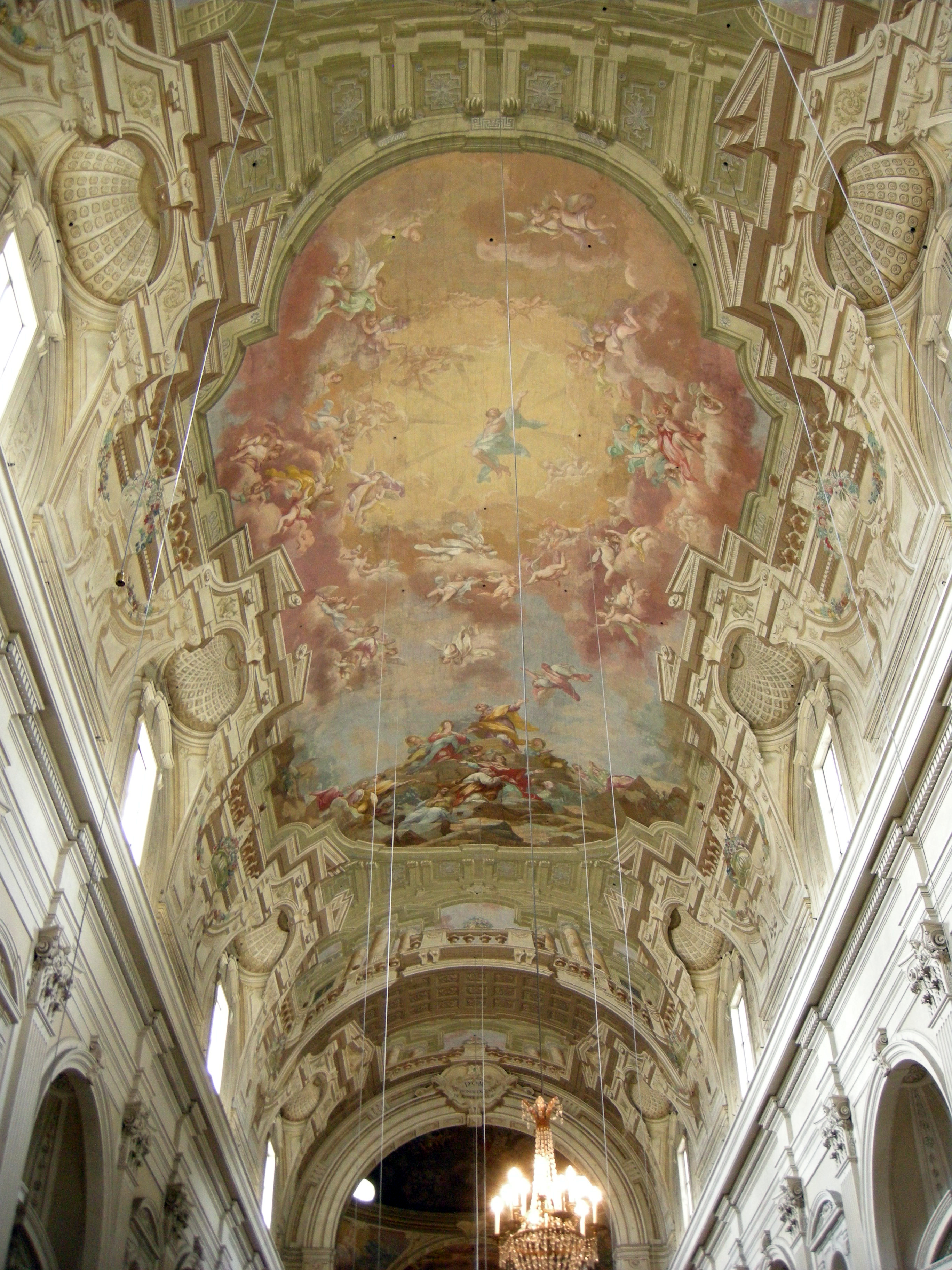
Volta della chiesa del Carmine a Firenze

Giuseppe Romei (Firenze, 1714 – Livorno, 1785) è stato un pittore italiano.

## Biografia
Fu allievo di Antonio Puglieschi e si immatricolò all'Accademia delle arti del disegno nel 1735. Pittore poco noto, si conoscono tracce della sua attività soprattutto dagli anni sessanta, in particolare quando eseguì una serie di lavori per la chiesa di Ognissanti a Firenze, a cui seguirono altri per la chiesa del Carmine dopo il grave incendio del 1771, che si svolsero dal 1773 al 1780. La sua fama crebbe in quegli anni facendone uno dei frescanti più richiesti in Toscana, lavorando anche per varie località del contado.